# Acke Malm
Acke Malm (eg. Axel Malm), född 26 januari 1906, död 2 mars 2001, var en svensk sångare. Malm var en av originalmedlemmarna i sånggruppen Tre Sang.